# Titus Statilius Severus
Titus Statilius Severus war ein römischer Politiker und Senator des 2. Jahrhunderts. Durch eine unvollständig erhaltene Inschrift, die in Cales gefunden wurde und die bei der Epigraphik-Datenbank Clauss-Slaby auf 172/180 datiert wird, sind einige Stationen seiner Laufbahn bekannt.
Severus war zunächst als quattuorvir quinquennalis für die Rechtsprechung in einem Municipiums verantwortlich. Danach leistete er seinen Militärdienst als Tribunus laticlavius in der Legio X Fretensis, die ihr Hauptlager in Jerusalem in der Provinz Syria Palaestina hatte. Nach Rom zurückgekehrt, wurde er triumvir monetalis. Im Anschluss wurde ihm die Ehre zuteil, als sexvir equitum Romanorum eine Reitereinheit (Turma) während der Transvectio equitum anzuführen. Die nächsten Positionen seiner Laufbahn waren (in dieser Reihenfolge): Quaestor, Volkstribun und Praetor. Danach war er für drei Jahre als Präfekt für die Verwaltung des Aerarium Saturni zuständig.
Durch eine zweite Inschrift ist belegt, dass Severus 171 zusammen mit Lucius Alfidius Herennianus ordentlicher Konsul war. Kurz nach seinem Konsulat übernahm er noch das Amt des Praefectus alimentorum. Durch die Inschrift aus Cales ist auch belegt, dass er im Laufe seiner Karriere das Amt eines septemviri epulonum ausübte und als sodalis Antoninianus Verianus in ein Priesterkollegium aufgenommen wurde.
Severus dürfte ein Sohn des Titus Statilius Maximus, Konsul im Jahr 144, gewesen zu sein, der wohl aus Syrien stammte.
Giuseppe Camodeca datiert seine Laufbahn wie folgt: geboren um 132/134, Tribunus laticlavius um 150/153, IIIvir monetalis um 154/155, VIvir equitum Romanorum um 156/158, Quaestor um 157/159, Tribunus plebis um 159/161, Praetor um 162/164, praefectus aerarii Saturni ca. von 165 bis 168 und Konsul 171.